# Armorial des communes du Var
- il comporte peu ou pas de sources.

Cette page donne les armoiries (figures et blasonnements) des communes du Var. 
- Haut – A
- B
- C
- D
- E
- F
- G
- H
- I
- J
- K
- L
- M
- N
- O
- P
- Q
- R
- S
- T
- U
- V
- W
- X
- Y
- Z

0 dessin(s) en attente (voir : )

## A
| Blason de Les Adrets-de-l'Estérel | Blason  | Écartelé: au 1er d’azur à la hure de sanglier contournée de sable, au 2e d’or à la croisette latine de gueules, au 3e d’azur à la croisette patriarcale de gueules, la traverse inférieure plus grande et combinée à un chevronnel alésé du même, au 4e d’or à la branche de chêne de sinople posée en barre et fruitée du champ; sur le tout, d’argent à la tour du même, ouverte, ajourée et maçonnée de sable. |
| Blason de Les Adrets-de-l'Estérel | Détails | * Il y a là non-respect de la règle de contrariété des couleurs : ces armes sont fautives (sable sur azur). Utilisé par la commune pour sa communication (sites armorialdefrance et de la commune). |
| Blason de Les Adrets-de-l'Estérel | Alias   | Parti : au premier coupé au I d'argent à la croix latine de gueules et au II de gueules à la croix d'argent, au second d'argent au pin maritime de sinople. Adopté par la commune le 23 octobre 1983. (Banque du blason) |

| Blason de Aiguines | Blason  | De gueules à la jument d'argent. |
| Blason de Aiguines | Détails | Armes parlantes. equina signifie jument en latin. Armorial des communes de Provence, Louis J S. de Bresc Le statut officiel du blason reste à déterminer. |

| Blason de Ampus | Blason  | De gueules au château donjonné de trois tours d'or, maçonné de sable. |
| Blason de Ampus | Détails | Le statut officiel du blason reste à déterminer.                      |

| Blason de Les Arcs | Blason  | De gueules, à trois flèches d'or, ferrées d'argent, passées en sautoir et en pal, les pointes en bas accostées de deux arcs d'argent en pal, cordés d'or et encochés chacun d'une flèche de même, ces deux flèches ferrées d'argent, les pointes appointées en fasce |
| Blason de Les Arcs | Détails | Armes parlantes. Armorial des communes de Provence, Louis de Bresc. Le statut officiel du blason reste à déterminer. |

| Blason de Artignosc-sur-Verdon | Blason  | D'azur à la fontaine d'argent accostée en chef de deux besants d'or. |
| Blason de Artignosc-sur-Verdon | Détails | Le statut officiel du blason reste à déterminer.                     |

| Blason de Artigues | Blason  | D'azur à la fasce d'argent chargée du mot ARTIGUES en lettres capitales de gueules. |
| Blason de Artigues | Détails | Armorial des communes de Provence, Louis De Bresc.                                  |

| Blason de Aups | Blason  | D'azur à trois montagnes d'argent mouvant de la pointe, au chef cousu de gueules chargé de trois fleurs de lys d'or. |
| Blason de Aups | Détails | * Ces armes emploient le terme « cousu » dans le seul but de contrevenir à la règle de contrariété des couleurs : elles sont fautives : gueules sur azur. Armorial des communes de Provence, Louis J S. de Bresc. Variante: De gueules à trois fleurs de lis d'or. (D'Hozier) |

- Haut – A
- B
- C
- D
- E
- F
- G
- H
- I
- J
- K
- L
- M
- N
- O
- P
- Q
- R
- S
- T
- U
- V
- W
- X
- Y
- Z

## B
| Blason de Bagnols-en-Forêt | Blason  | D'azur aux trois fasces ondées d'argent.         |
| Blason de Bagnols-en-Forêt | Détails | Le statut officiel du blason reste à déterminer. |

| Blason de Bandol | Blason  | D'azur à l'étoile d'or. Devise« dux navigantium salus » (le guide est la sécurité du voyage). |
| Blason de Bandol | Détails | Armorial des communes de Provence, Louis J S. de Bresc                                        |

| Blason de Bargème | Blason  | Écartelé : aux 1er et 4e d'or au pont de gueules de deux arches maçonné de sable, aux 2e et 3e de gueules au lion d'or. |
| Blason de Bargème | Détails | Le statut officiel du blason reste à déterminer.                                                                        |
| Blason de Bargème | Alias   | De gueules au pont de deux arches d'or maçonné de sable. (D'Hozier, De Bresc).                                          |

| Blason de Bargemon | Blason  | De gueules au bélier arrêté d'argent, la tête du bélier surmontée d'une couronne d'or, le tout surmonté de trois étoiles du même rangées en chef. Devise« la perle du Haut Var ». |
| Blason de Bargemon | Détails | Le statut officiel du blason reste à déterminer. |
| Blason de Bargemon | Alias   | De pourpre au bélier d'argent surmonté de trois étoiles d'or rangées en chef (banque du blason, et Louis De Bresc).                                                               |

| Blason de Barjols | Blason  | D'azur à la colonne d'or au pied perronné de trois pièces, surmontée d'une fleur de lys du même et accostée de deux lettres B capitales de sable.            |
| Blason de Barjols | Détails | * Il y a là non-respect de la règle de contrariété des couleurs : ces armes sont fautives (sable sur azur). Le statut officiel du blason reste à déterminer. |
| Blason de Barjols | Alias   | D'or à la barre d'azur chargée de trois dés d'argent. (D'Hozier).Jamais reconnue par la ville.                                                               |

| Blason de La Bastide | Blason  | Coupé : au premier de gueules à la croix d'argent, au second d'argent au lévrier d'azur. |
| Blason de La Bastide | Détails | Charles D'Hozier et armorial des communes de Provence, Louis De Bresc.                   |

| Blason de Baudinard-sur-Verdon | Blason  | De gueules au lion d'argent, au chef du même chargé d'une étoile de seize rais du champ. |
| Blason de Baudinard-sur-Verdon | Détails | Le statut officiel du blason reste à déterminer.                                         |

| Blason de Bauduen | Blason  | D'azur à la clef d'argent posée en fasce, le panneton à senestre vers la pointe, surmontée d'un croissant du même. |
| Blason de Bauduen | Détails | Le statut officiel du blason reste à déterminer.                                                                   |

| Blason de Le Beausset | Blason  | D'azur, à une sainte Vierge d'or, soutenue d'un croissant d'argent, la tête entourée de sept étoiles du même. Devise« beaussetensium advocata » (avocate du Beausset). |
| Blason de Le Beausset | Détails | Armorial des communes de Provence, Louis De Bresc. |

| Blason de Belgentier | Blason  | De gueules à la belette d'argent.                  |
| Blason de Belgentier | Détails | Armorial des communes de Provence, Louis De Bresc. |

| Blason de Besse-sur-Issole | Blason  | De gueules à la fasce d'argent chargée du mot BESSE en lettres capitales de sable, accompagnée en chef de deux pommes de pin d'or posées en barre et en pointe d'un croissant aussi d'argent. |
| Blason de Besse-sur-Issole | Détails | Armorial des communes de Provence, Louis De Bresc |

| Blason de Bormes-les-Mimosas | Blason  | D'azur au lion d'or, lampassé, armé et viléné de gueules, couronné d'argent. |
| Blason de Bormes-les-Mimosas | Détails | Armorial des communes de Provence, Louis De Bresc                            |

| Blason de Le Bourguet | Blason  | De gueules au bourg d'argent, au chef d'or chargé d'un perroquet de sinople, becqué et membré de gueules.            |
| Blason de Le Bourguet | Détails | Armes parlantes. Armorial des communes de Provence, Louis De Bresc. Le statut officiel du blason reste à déterminer. |

| Blason de Bras | Blason  | Fascé d'or et de sable de six pièces.             |
| Blason de Bras | Détails | Armorial des communes de Provence, Louis De Bresc |

| Blason de Brenon | Blason  | De gueules au rencontre de bœuf d'or accosté en chef de deux étoiles du même. |
| Blason de Brenon | Détails | Armorial des communes de Provence, Louis De Bresc.                            |

| Blason de Brignoles | Blason  | Écartelé : le premier d'azur, à une fleur de lis d'or, au lambel de trois pendants de gueules en chef ; le deuxième et le troisième de gueules, à la lettre B d'argent ; le quatrième d'or, à quatre pals de gueules. |
| Blason de Brignoles | Détails | * Il y a là non-respect de la règle de contrariété des couleurs : ces armes sont fautives (gueules sur azur). Blason surmonté d'une couronne comtale.                                                                 |

| Blason de Brue-Auriac | Blason  | D'argent à la bande d'azur. |
| Blason de Brue-Auriac | Détails | Adopté le 23 août 1973.     |

- Haut – A
- B
- C
- D
- E
- F
- G
- H
- I
- J
- K
- L
- M
- N
- O
- P
- Q
- R
- S
- T
- U
- V
- W
- X
- Y
- Z

## C
| Blason de Cabasse | Blason  | De sinople à la calebasse d'or.                                                                                      |
| Blason de Cabasse | Détails | Armes parlantes. Armorial des communes de Provence, Louis De Bresc. Le statut officiel du blason reste à déterminer. |

| Blason de Cadière-d'Azur (La) | Blason  | D'azur au tabouret d'or; au chef cousu de gueules chargé d’un sautoir d'or. |
| Blason de Cadière-d'Azur (La) | Détails | * Ces armes emploient le terme « cousu » dans le seul but de contrevenir à la règle de contrariété des couleurs : elles sont fautives : gueules sur azur. D'Hozier et De Bresc. |
| Blason de Cadière-d'Azur (La) | Alias   | D'azur à la chaire de prédicateur d'or, au chef cousu de gueules chargé d'un flanchis aussi d'or.                                                                               |

| Blason de Callas | Blason  | De gueules à la devise d'argent, accompagnée en chef d'une fleur de lys au pied nourri d'or et en pointe d'une échelle posée en pal du même. |
| Blason de Callas | Détails | Adopté le 30 octobre 1974. |

| Blason de Callian | Blason  | D'or, à une bande de gueules chargée du mot CALLIAN en lettres capitales de sable.                                                                                |
| Blason de Callian | Détails | * Il y a là non-respect de la règle de contrariété des couleurs : ces armes sont fautives (sable sur gueules). Armorial des communes de Provence, Louis De Bresc. |

| Blason de Camps-la-Source | Blason  | D'azur à trois fleurs de lys d'or, les deux inférieures posées à dextre en bande et à senestre en barre, brochant sur un mât au naturel, soutenues d'une terrasse de sinople et sommées de la troisième fleur de lys sur laquelle broche une croix d'orangé. DeviseIn campis fructificabo. (Je fructifierai dans les champs.) |
| Blason de Camps-la-Source | Détails | * Il y a là non-respect de la règle de contrariété des couleurs : ces armes sont fautives (sinople sur azur). Le statut officiel du blason reste à déterminer. |

| Blason de Cannet-des-Maures (Le) | Blason  | D'or à un plant de roseau de canne arraché de sinople. DeviseFulgebunt justi tanquam scintillae in arundineto. (Les justes brilleront comme des étincelles dans un champ de roseaux.) |
| Blason de Cannet-des-Maures (Le) | Détails | Armes parlantes. Le statut officiel du blason reste à déterminer. |

| Blason de Carcès | Blason  | D'argent au franc-quartier d'azur chargé d'une étoile d'or. |
| Blason de Carcès | Détails | Armorial des communes de Provence, Louis De Bresc.          |

| Blason de Carnoules | Blason  | De gueules à la tour crénelée de sept pièces d'argent, ouverte du champ. |
| Blason de Carnoules | Détails | Armorial des communes de Provence, Louis De Bresc.                       |

| Blason de Carqueiranne | Blason  | De sinople à l'araire d'argent, au chef d'or chargé de trois (fleurs de) tulipes feuillées chacune de deux pièces de gueules, mouvant du trait du chef. DevisePèr la voio e pèr l'araire. (Par le courage et par la charrue.) |
| Blason de Carqueiranne | Détails | Le statut officiel du blason reste à déterminer. |

| Blason de Castellet (Le) | Blason  | D'or aux trois plantes de joubarbe arrachées de sinople. |
| Blason de Castellet (Le) | Détails | Armorial des communes de Provence, Louis De Bresc.       |

| Blason de Cavalaire-sur-Mer | Blason  | De gueules au bateau phénicien d'or, habillé d'argent, voguant sur une mer d'azur, agitée aussi d'argent, accompagné en chef à dextre d'un soleil levant aussi d'or et à senestre d'un perdreau du même. |
| Blason de Cavalaire-sur-Mer | Détails | * Il y a là non-respect de la règle de contrariété des couleurs : ces armes sont fautives (azur sur gueules). Le statut officiel du blason reste à déterminer.                                           |

| Blason de Celle (La) | Blason  | D'or à la selle de cheval de sable.                               |
| Blason de Celle (La) | Détails | Armes parlantes. Le statut officiel du blason reste à déterminer. |

| Blason de Châteaudouble | Blason  | De gueules fretté de six pièces, entre-semé de quatre besants posés en croix, à la fleur de lys brochant sur le tout, le tout d'or. |
| Blason de Châteaudouble | Détails | Armorial des communes de Provence, Louis De Bresc                                                                                   |

| Blason de Châteauvert | Blason  | D’or au château de quatre tours de sinople, posé en perspective, ouvert et ajouré d’argent, coulissé de sable. |
| Blason de Châteauvert | Détails | Armes parlantes. Le statut officiel du blason reste à déterminer.                                              |
| Blason de Châteauvert | Alias   | D'or au château de sinople.                                                                                    |

| Blason de Châteauvieux | Blason  | D'or au château de gueules.                                                                                          |
| Blason de Châteauvieux | Détails | Armes parlantes. Armorial des communes de Provence, Louis De Bresc. Le statut officiel du blason reste à déterminer. |

| Blason de Claviers | Blason  | D'azur aux deux clefs affrontées d'or, pendant en chevron d'un annelet d'argent en chef.    |
| Blason de Claviers | Détails | Armes parlantes. (clavis = clé en latin) Armorial des Communes de Provence, Louis De Bresc. |

| Blason de Cogolin | Blason  | Parti: au 1er d'azur au coq contourné d'or sur un tertre cousu de sinople mouvant de la pointe, au 2e d'argent à la plante de lin de sinople fleurie au naturel, terrassée de sable. (Armorialdefrance)                                 |
| Blason de Cogolin | Détails | * Ces armes emploient le terme « cousu » dans le seul but de contrevenir à la règle de contrariété des couleurs : elles sont fautives : sinople sur azur. Armes parlantes. (coq + lin) Le statut officiel du blason reste à déterminer. |
| Blason de Cogolin | Alias   | Coupé: au 1er d'azur à la terrasse cousue de sinople, au besant d'or mouvant de celle-ci, au coq au naturel brochant sur le tout, au 2e d'argent au bouquet de lin au naturel. (Banque du blason)                                       |

| Blason de Collobrières | Blason  | D'azur au châtaignier d'argent accosté de deux couleuvres tortillées en pal et affrontées du même, à la bordure d'or chargée des mots COLL à dextre, OBR en chef et IERES à senestre, tous en lettres capitales de gueules. |
| Blason de Collobrières | Détails | Armes parlantes. (proximité avec le mot "couleuvre") Armorial des communes de Provence, Louis De Bresc. |

| Blason de Comps-sur-Artuby | Blason  | De gueules au monde cintré et croisé d'or, accompagné de trois besants du même. |
| Blason de Comps-sur-Artuby | Détails | Armorial des communes de Provence, Louis De Bresc.                              |

| Blason de Correns | Blason  | D'argent aux trois huchets d'azur. |
| Blason de Correns | Détails | Armes parlantes. (proximité avec le mot "cor") Enregistré le 17 février 1702, D'Hozier. Armorial des communes de Provence, Louis De Bresc. |

| Blason de Cotignac | Blason  | Écartelé : au I, de gueules, à un pont de trois arches d'argent, mouvant de la pointe, sommé d'un lévrier passant du même ; au II, de sable, à trois bandes d'argent, et au chef d'or chargé de trois étoiles d'azur ; au III, d'or, à une cotice de gueules ; au IV, d'hermine plain; sur le tout, d'azur, à cinq tours crénelées d'argent, accompagnées de quatre trèfles d'or 1,2,1. |
| Blason de Cotignac | Détails | Armorial Général I, 208 |

| Blason de Crau (La) | Blason  | D'argent au cep tigé et feuillé de sinople, fruité de gueules; au franc-canton d'azur chargé d’un soleil d'or. |
| Blason de Crau (La) | Détails | Blasonnement retenu par la commune (site armorialdefrance).                                                    |

| Blason de Croix-Valmer (La) | Blason  | Parti : au premier de gueules à la croix perronnée d'argent au sommet émoussé, au second d'azur au rocher sommé d'un pin, le tout d'argent ombré de sable, adextré d'une mer aussi d'azur, agitée de sable ; le tout sur une champagne d'azur chargée de deux voiles triangulaires d'argent rangées en bande, celle de la pointe plus grosse. DeviseIn hoc signo vinces. (Par ce signe, tu vaincras.) |
| Blason de Croix-Valmer (La) | Détails | Le statut officiel du blason reste à déterminer. |

| Blason de Cuers | Blason  | D'azur aux deux clefs d'argent passées en sautoir, au cœur cousu de gueules chargé d'une fleur de lys d'or, brochant en abîme. |
| Blason de Cuers | Détails | Armes parlantes. (cœur) Armorial des communes de Provence, Louis De Bresc.                                                     |

- Haut – A
- B
- C
- D
- E
- F
- G
- H
- I
- J
- K
- L
- M
- N
- O
- P
- Q
- R
- S
- T
- U
- V
- W
- X
- Y
- Z

## D
| Blason de Draguignan | Blason  | De gueules, au dragon d'argent ou D'argent, à un dragon de sinople. Devise« alios nutrio meos devoro » (je nourris les autres, je dévore les miens). |
| Blason de Draguignan | Détails | Armes parlantes. : draco en latin signifie dragon. Le statut officiel du blason reste à déterminer.                                                  |

- Haut – A
- B
- C
- D
- E
- F
- G
- H
- I
- J
- K
- L
- M
- N
- O
- P
- Q
- R
- S
- T
- U
- V
- W
- X
- Y
- Z

## E
| Blason de Entrecasteaux | Blason  | De gueules au pal d'or accosté de deux tours d'argent ouvertes du champ. |
| Blason de Entrecasteaux | Détails | Le statut officiel du blason reste à déterminer.                         |

| Blason de Esparron | Blason  | D'argent au lion de gueules accompagné à dextre de ESPA et à senestre de RRON en fasce, en lettres capitales de sable. |
| Blason de Esparron | Détails | Armorial des communes de Provence, Louis De Bresc.                                                                     |

| Blason de Évenos | Blason  | D'azur au rocher d'argent mouvant de la pointe surmonté d'une croisette adextrée d'une lettre E capitale, senestrée d'une lettre C capitale contournée et soutenue d'une lettre N capitale, le tout d'or. |
| Blason de Évenos | Détails | D’Hozier (1696) |

- Haut – A
- B
- C
- D
- E
- F
- G
- H
- I
- J
- K
- L
- M
- N
- O
- P
- Q
- R
- S
- T
- U
- V
- W
- X
- Y
- Z

## F
| Blason de La Farlède | Blason  | D'azur aux sept épis de blé d'argent, liés de gueules, surmontés d'un soleil d'or. Devise« dou souléou tou bén » (du soleil tout vient). |
| Blason de La Farlède | Détails | Adopté le 4 juin 1911. |

| Blason de Fayence | Blason  | De sable à Saint Jean-Baptiste brochant sur un agneau et tenant de sa senestre une bannerette, le tout d'argent. |
| Blason de Fayence | Détails | Armorial des communes de Provence, Louis De Bresc.                                                               |

| Blason de Figanières | Blason  | Coupé : au premier d'argent à l'écureuil de sinople, au second de gueules à la barre d'argent. |
| Blason de Figanières | Détails | D'Hozier. (1696)                                                                               |

| Blason de Flassans-sur-Issole | Blason  | De sinople à la brebis paissante d’or.                       |
| Blason de Flassans-sur-Issole | Détails | D’Hozier. Armorial des communes de Provence, Louis De Bresc. |

| Blason de Flayosc | Blason  | De gueules à la lettre F capitale d'argent surmontée d’un gril du même posé en barre. |
| Blason de Flayosc | Détails | Le statut officiel du blason reste à déterminer.                                      |

| Blason de Forcalqueiret | Blason  | De gueules à la bande d’or; sur le tout, d’azur au four à chaux d’argent, terrassé de sinople, ouvert de gueules, à la cheminée d’argent d’où s’échappe une fumée du même. |
| Blason de Forcalqueiret | Détails | * Il y a là non-respect de la règle de contrariété des couleurs : ces armes sont fautives (sable sur gueules). Adopté le 28 août 1973                                      |

| Blason de Fox-Amphoux | Blason  | De gueules à la tour crénelée de sept pièces, ouverte de sable, donjonnée de trois tourelles, le tout d'argent, maçonné et ajouré aussi de sable, posée sur un rocher de sinople mouvant de la pointe. |
| Blason de Fox-Amphoux | Détails | * Il y a là non-respect de la règle de contrariété des couleurs : ces armes sont fautives (sinople sur gueules). Armorial des communes de Provence, Louis De Bresc.                                    |

| Blason de Fréjus | Blason  | De gueules, à une croix d'argent ; au chef cousu d'azur chargé de trois fleurs de lis d'or.                                                                                        |
| Blason de Fréjus | Détails | * Ces armes emploient le terme « cousu » dans le seul but de contrevenir à la règle de contrariété des couleurs : elles sont fautives : azur sur gueules. Charles d’Hozier (1696). |

- Haut – A
- B
- C
- D
- E
- F
- G
- H
- I
- J
- K
- L
- M
- N
- O
- P
- Q
- R
- S
- T
- U
- V
- W
- X
- Y
- Z

## G
| Blason de La Garde | Blason  | Coupé : au premier de gueules à une rose de cinq feuilles d'argent accostée de deux étoiles d'or, au second aussi d'or à un D et un T de sable en chef et une étoile de gueules en pointe, le tout sous un chef d'argent chargé du mot GARDE en lettres capitales de sable. |
| Blason de La Garde | Détails | Armorial des communes de Provence, Louis De Bresc. |

| Blason de La Garde-Freinet | Blason  | D'or, à un frêne arraché de sinople. |
| Blason de La Garde-Freinet | Détails | Armes parlantes. (frêne) Armorial des communes de Provence, Louis De Bresc. Aujourd’hui, la commune utilise un logo en forme de blason non héraldique. |

| Blason de Garéoult | Blason  | D'argent à la plante de sinople fleurie d’or (site de la commune).                                                                                               |
| Blason de Garéoult | Détails | Armes parlantes. Le statut officiel du blason reste à déterminer.                                                                                                |
| Blason de Garéoult | Alias   | D'argent à la plante de sinople. La plante représentée est le garou ou sainbois (Daphne gnidium). D'Hozier et armorial des communes de Provence, Louis De Bresc. |

| Blason de Gassin | Blason  | D'azur au château donjonné de trois tours d'argent, maçonné, ouvert et ajouré de sable. Devise« May d’honour que d’honours » (« Plutôt l’honneur que les honneurs ») |
| Blason de Gassin | Détails | Le blasonnement est apparenté à celui de la famille de Castellane, qui tenait le titre de seigneur majeur de Gassin (dont le blasonnement est de gueules au château d'or, sommé de 3 tours du mesme maçonné de sable, la tour du milieu plus élevée que les deux autres) ; à rapprocher par exemple de celui de Grimaud ou Moissac qui était tenu par la famille de Castellane également. D’Hozier 1696, Louis de Bresc |

| Blason de Ginasservis | Blason  | De gueules à la croix de Malte d'argent bordée d'or.           |
| Blason de Ginasservis | Détails | D’Hozier et armorial des communes de Provence, Louis De Bresc. |

| Blason de Gonfaron | Blason  | De gueules à la hure de sanglier en chef et au renard en pointe, le tout d’argent (au naturel). |
| Blason de Gonfaron | Détails | Dessin inspiré d'une sculpture sur le monument aux morts.                                       |
| Blason de Gonfaron | Alias   | De gueules à la pomme de pin d'or enfermée dans un orle d'argent. (D'Hozier)                    |

| Blason de Grimaud | Blason  | De gueules à une tour donjonnée de trois pièces d’or, maçonnée, ouverte et ajourée de sable. |
| Blason de Grimaud | Détails | Armorial des communes de Provence, Louis De Bresc.                                           |

- Haut – A
- B
- C
- D
- E
- F
- G
- H
- I
- J
- K
- L
- M
- N
- O
- P
- Q
- R
- S
- T
- U
- V
- W
- X
- Y
- Z

## H
| Blason de Hyères | Blason  | De gueules, à un château d'argent, sommé de trois tours de même, maçonné de sable, la porte ouverte et garnie de sa coulisse de sable, accompagné en pointe de trois besants d'or. |
| Blason de Hyères | Détails | Le statut officiel du blason reste à déterminer. |

- Haut – A
- B
- C
- D
- E
- F
- G
- H
- I
- J
- K
- L
- M
- N
- O
- P
- Q
- R
- S
- T
- U
- V
- W
- X
- Y
- Z

## L
| Blason de Le Lavandou | Blason  | Parti, au premier de gueules au lion d'or lampassé et vilené de gueules surmonté d'une couronne d'or, accompagné de deux burèles vivrées cousues d'azur, l'une en chef et l'autre en pointe, au second d'azur aux trois dauphins d'or versés, posés en pal. |
| Blason de Le Lavandou | Détails | * Ces armes emploient le terme « cousu » dans le seul but de contrevenir à la règle de contrariété des couleurs : elles sont fautives : azur sur gueules. Le statut officiel du blason reste à déterminer.                                                  |

| Blason de La Londe-les-Maures | Blason  | De gueules au croissant contourné d'or senestré d'une étoile du même, au chef cousu d'azur chargé de trois croisettes d'argent.                                               |
| Blason de La Londe-les-Maures | Détails | * Ces armes emploient le terme « cousu » dans le seul but de contrevenir à la règle de contrariété des couleurs : elles sont fautives : azur sur gueules. Création vers 1904. |

| Blason de Lorgues | Blason  | De gueules, à un lion d'or et un chien d'argent affrontés, supportant de leurs pattes de devant une fleur de lis d'or, au chef cousu d'azur, chargé de trois fleurs de lis d'or. Devise« force et fidélité ». |
| Blason de Lorgues | Détails | * Ces armes emploient le terme « cousu » dans le seul but de contrevenir à la règle de contrariété des couleurs : elles sont fautives : azur sur gueules. Le statut officiel du blason reste à déterminer.    |

| Blason de Le Luc | Blason  | De gueules aux trois étoiles d'or mal ordonnées en chef et au croissant d'argent en pointe. Devise« force et fidélité » |
| Blason de Le Luc | Détails | Armorial des communes de Provence, Louis J S. de Bresc.                                                                 |

- Haut – A
- B
- C
- D
- E
- F
- G
- H
- I
- J
- K
- L
- M
- N
- O
- P
- Q
- R
- S
- T
- U
- V
- W
- X
- Y
- Z

## M
| Blason de La Martre | Blason  | De gueules à la fasce d'or chargée d'une fouine d'azur |
| Blason de La Martre | Détails | Armes parlantes. (la fouine s’appelant « la martro » en provençal). D’Hozier et armorial des communes de Provence, Louis De Bresc. Sur le site de la commune, la fouine est contournée. |

| Blason de Les Mayons | Blason  | D'argent à la feuille de chêne de tenné posée en bande sur laquelle broche, posé en barre, un gland de sinople à la cupule de pourpre, accompagnés, en chef, d'un hérisson contourné de tenné, la tête de pourpre, affronté à une châtaigne du même dans sa bogue de tenné; au comble denché de gueules. Devise« pòugni mai dòuni » (je pique, mais je donne). |
| Blason de Les Mayons | Détails | Adopté le 14 juin 1985. |

| Blason de Mazaugues | Blason  | De sable à la maison d'argent.                     |
| Blason de Mazaugues | Détails | Armorial des communes de Provence, Louis de Bresc. |

| Blason de Méounes-lès-Montrieux | Blason  | D'or à la plante de mauve sur une terrasse isolée de sinople. |
| Blason de Méounes-lès-Montrieux | Détails | Le statut officiel du blason reste à déterminer.              |

| Blason de Moissac-Bellevue | Blason  | De gueules au château donjonné de trois tours d'or, maçonné et ouvert de sable.                                              |
| Blason de Moissac-Bellevue | Détails | Conflit héraldique : le dessin représente le château aussi ajouré de sable. Le statut officiel du blason reste à déterminer. |

| Blason de La Môle | Blason  | De sinople à la traverse ondée d'argent accompagnée en chef d'une meule de moulin du même. |
| Blason de La Môle | Détails | Armes parlantes. Le statut officiel du blason reste à déterminer.                          |

| Blason de Mons | Blason  | De gueules au mouton contourné d'argent grimpant sur un rocher du même semé de touffes d'herbe de sinople au chef cousu d'azur chargé de trois étoiles d'or. Devise« Quo non ascendam ». |
| Blason de Mons | Détails | * Ces armes emploient le terme « cousu » dans le seul but de contrevenir à la règle de contrariété des couleurs : elles sont fautives : azur sur gueules. Site armorialdefrance.         |

| Blason de Montauroux | Blason  | D'argent à la fasce alésée combinée à un chevron le tout de gueules, et à la croix haussée et alésée du même brochant sur le tout. Devise« domine responde pro me ». |
| Blason de Montauroux | Détails | D'après D'Hozier. |

| Blason de Montferrat | Blason  | D'argent au rocher de sable surmonté de trois molettes du même rangées en chef. |
| Blason de Montferrat | Détails | Le statut officiel du blason reste à déterminer.                                |

| Blason de Montfort-sur-Argens | Blason  | D'or à la pièce de canon de sable tournée à senestre, montée sur un affût de gueules et posée sur une montagne d'azur mouvant de la pointe. |
| Blason de Montfort-sur-Argens | Détails | Le statut officiel du blason reste à déterminer.                                                                                            |

| Blason de Montmeyan | Blason  | De gueules à un château donjonné de trois tours d'or ouvert du champ, sur un mont d'argent chargé d'une croix pattée du champ. |
| Blason de Montmeyan | Détails | Le statut officiel du blason reste à déterminer.                                                                               |

| Blason de La Motte | Blason  | Coupé : au premier d'argent au loup passant d'azur, au second de gueules au pal d'or. |
| Blason de La Motte | Détails | Armorial des communes de Provence, Louis De Bresc.                                    |

| Blason de Le Muy | Blason  | Coupé: au 1er de sinople à la croix d'argent, au 2e d'argent à l'éléphant d'azur. |
| Blason de Le Muy | Détails | Armorial des communes de Provence, Louis De Bresc.                                |

- Haut – A
- B
- C
- D
- E
- F
- G
- H
- I
- J
- K
- L
- M
- N
- O
- P
- Q
- R
- S
- T
- U
- V
- W
- X
- Y
- Z

## N
| Blason de Nans-les-Pins | Blason  | D'or, à une croix de sable, cantonnée de quatre roses de gueules. |
| Blason de Nans-les-Pins | Détails | Armorial des communes de Provence, Louis De Bresc.                |

| Blason de Néoules | Blason  | D'azur à trois noix d'or.                        |
| Blason de Néoules | Détails | Le statut officiel du blason reste à déterminer. |

- Haut – A
- B
- C
- D
- E
- F
- G
- H
- I
- J
- K
- L
- M
- N
- O
- P
- Q
- R
- S
- T
- U
- V
- W
- X
- Y
- Z

## O
| Blason de Ollières | Blason  | De gueules à la bande d'argent chargée du mot OLLIÈRES en lettres capitales de sable. |
| Blason de Ollières | Détails | Le statut officiel du blason reste à déterminer.                                      |

| Blason de Ollioules | Blason  | D'argent, à un olivier arraché de sinople. Devise« fidelis legi semper oliva » (l'olivier toujours fidèle à la loi) |
| Blason de Ollioules | Détails | Armes parlantes. (proximité avec le nom de l'olivier) Le statut officiel du blason reste à déterminer.              |

- Haut – A
- B
- C
- D
- E
- F
- G
- H
- I
- J
- K
- L
- M
- N
- O
- P
- Q
- R
- S
- T
- U
- V
- W
- X
- Y
- Z

## P
| Blason de Pierrefeu-du-Var | Blason  | De gueules au rocher d'argent enflammé d'or et accompagné en chef (aux flancs) des lettres capitales P et F du même. |
| Blason de Pierrefeu-du-Var | Détails | Armes parlantes. Le statut officiel du blason reste à déterminer.                                                    |

| Blason de Pignans | Blason  | D'azur aux trois pommes de pin tigées et feuillées d'or.            |
| Blason de Pignans | Détails | Armes parlantes. Armorial des communes de Provence, Louis de Bresc. |

| Blason de Plan-d'Aups-Sainte-Baume | Blason  | D'or au houx au naturel planté sur une terrasse de sable. |
| Blason de Plan-d'Aups-Sainte-Baume | Détails | Le statut officiel du blason reste à déterminer.          |

| Blason de Plan-de-la-Tour | Blason  | D'or à la tour de gueules posée sur une terrasse de sable.                                                   |
| Blason de Plan-de-la-Tour | Détails | Conflit héraldique : la tour est dessinée ajourée de sable. Le statut officiel du blason reste à déterminer. |

| Blason de Pontevès | Blason  | De gueules au pont de deux arches alésé d'or, maçonné de sable. |
| Blason de Pontevès | Détails | Le statut officiel du blason reste à déterminer.                |

| Blason de Pourcieux | Blason  | D'or au chêne de sinople senestré d'un porc de sable sur une terrasse de sinople. |
| Blason de Pourcieux | Détails | Armes parlantes. (porc) Le statut officiel du blason reste à déterminer.          |

| Blason de Pourrières | Blason  | D'azur à la pyramide d'argent, maçonnée de sable, sur un piédestal aussi d'argent sur lequel sont gravés les deux mots CAIVS, MARIVS, l'un sur l'autre, en lettres capitales aussi de sable, le tout accosté en chef des lettres P et S capitales d'or. |
| Blason de Pourrières | Détails | Armorial des communes de Provence, Louis de Bresc. |
| Blason de Pourrières | Alias   | D'azur à la pyramide d'argent, maçonnée de sable, mouvant de la pointe, sur la base de laquelle est inscrit POURRIERES en lettres de sable et devant laquelle brochent trois soldats romains de carnation, celui du milieu de front, ceux des flancs adossés, habillés de gueules, le casque d'or et tenant un bouclier du même, ladite pyramide accostée en chef d'un C d'or à dextre et d'un M à senestre du même. |

| Blason de Le Pradet | Blason  | Taillé : au premier de gueules à la corne d'abondance d'or fleurie et fruitée au naturel posée en barre, pointe en bas, au second d'azur à la digue d'or sommée d'une tour d'argent, maçonnée et ajourée de sable, mouvant de senestre sur une mer de pourpre. Devise« semper supra det » (qu'elle donne toujours davantage). |
| Blason de Le Pradet | Détails | Selon le site de la mairie. |

| Blason de Puget-sur-Argens | Blason  | D'or au cœur de gueules sommé d'une croisette haussée de sable. |
| Blason de Puget-sur-Argens | Détails | Armorial des communes de Provence, Louis de Bresc.              |

| Blason de Puget-Ville | Blason  | D’argent à la tour ronde de gueules ouverte du champ, maçonnée de sable, soutenue d’une fasce diminuée d’or° chargée de l’inscription PUGET-VILLE en lettres capitales de sable.                                                    |
| Blason de Puget-Ville | Détails | * Il y a là non-respect de la règle de contrariété des couleurs : ces armes sont fautives (or sur argent). Conflit héraldique : sur le dessin, la tour est aussi ajourée du champ. Le statut officiel du blason reste à déterminer. |

- Haut – A
- B
- C
- D
- E
- F
- G
- H
- I
- J
- K
- L
- M
- N
- O
- P
- Q
- R
- S
- T
- U
- V
- W
- X
- Y
- Z

## R
| Blason de Ramatuelle | Blason  | D'or à l'arbre arraché de sinople surmonté d'une étoile du même. |
| Blason de Ramatuelle | Détails | Le statut officiel du blason reste à déterminer.                 |

| Blason de Rayol-Canadel-sur-Mer | Blason  | D'azur au soleil d'or mouvant de la pointe, à douze rayons convergeant vers la pointe et s'élargissant vers le chef, au croissant de gueules brochant sur les rayons, figurant la coque d'une nef contournée avec une voile du même chargée d'une étoile d'or; au chef cousu de sinople chargé de trois écureuils accroupis d'or et tenant une pomme de pin du même. Devise« bene accipere ad revertendum semper » (bien accueillir pour retenir toujours). |
| Blason de Rayol-Canadel-sur-Mer | Détails | * Ces armes emploient le terme « cousu » dans le seul but de contrevenir à la règle de contrariété des couleurs : elles sont fautives : sinople sur azur. Le statut officiel du blason reste à déterminer. |

| Blason de Régusse | Blason  | Losangé d'argent et de gueules.                  |
| Blason de Régusse | Détails | Le statut officiel du blason reste à déterminer. |

| Blason de Le Revest-les-Eaux | Blason  | D'azur aux six étoiles d'or ordonnées 3, 2 et 1.   |
| Blason de Le Revest-les-Eaux | Détails | Armorial des communes de Provence, Louis de Bresc. |

| Blason de Rians | Blason  | D'or au lion de sable, lampassé de gueules et surmonté d'un lambel de même. |
| Blason de Rians | Détails | Armorial des communes de Provence, Louis De Bresc.                          |

| Blason de Riboux | Blason  | D'azur à trois raves d'argent.                   |
| Blason de Riboux | Détails | Le statut officiel du blason reste à déterminer. |

| Blason de Rocbaron | Blason  | D'argent au pressoir au naturel, chapé ployé d'azur, à la couronne de baron au naturel enfilée et brochant sur les traits du chapé. Devise« rocca de barone »                                 |
| Blason de Rocbaron | Détails | Le statut officiel du blason reste à déterminer. |
| Blason de Rocbaron | Alias   | D'azur à la vigne feuillée et fruitée au naturel, chapé ployé d'argent, une couronne de baron d'or perlée aussi d'argent enfilée brochant sur les traits du chapé (Adopté le 1 octobre 1987). |

| Blason de La Roque-Esclapon | Blason  | De gueules au rocher d'argent accosté de deux sautoirs alaisés d'or. |
| Blason de La Roque-Esclapon | Détails | Armorial des communes de Provence, Louis De Bresc.                   |

| Blason de Roquebrune-sur-Argens | Blason  | D'or, à deux rochers de sable l'un à côté de l'autre.                             |
| Blason de Roquebrune-sur-Argens | Détails | Armes parlantes. (rochers noirs) Le statut officiel du blason reste à déterminer. |

| Blason de La Roquebrussanne | Blason  | D’azur à la tour carrée donjonnée d’or, ouverte et ajourée de sable, posée sur un mont du même mouvant d’une champagne ondée d’azur et chargée d’une burelle ondée d’argent (site de la commune). |
| Blason de La Roquebrussanne | Détails | * Il y a là non-respect de la règle de contrariété des couleurs : ces armes sont fautives (sable sur azur). Le statut officiel du blason reste à déterminer.                                      |
| Blason de La Roquebrussanne | Alias   | D'azur à la transfiguration de Jésus Christ sommant un mont mouvant de la pointe et accosté d'Élie et de Moïse affrontés, le tout d'or (d'Hozier).                                                |

| Blason de Rougiers | Blason  | D'argent au rouget (chabot) de gueules posé en pal.                          |
| Blason de Rougiers | Détails | Armes parlantes. (rouget) Armorial des communes de Provence, Louis de Bresc. |

- Haut – A
- B
- C
- D
- E
- F
- G
- H
- I
- J
- K
- L
- M
- N
- O
- P
- Q
- R
- S
- T
- U
- V
- W
- X
- Y
- Z

## S
| Blason de Saint-Antonin-du-Var | Blason  | De gueules au pal d'or, à la mitre d'argent brochant sur le tout, accompagnée, au canton dextre du chef, d'une grappe de raisin tigée et feuillée du même et, au canton senestre du chef, d'un écusson aussi d'argent à la croix alésée pattée de gueules. |
| Blason de Saint-Antonin-du-Var | Détails | Adopté le 1er avril 1979. |

| Blason de Saint-Cyr-sur-Mer | Blason  | D'argent à la barque tarée de 2/3 d'or bordée de gueules, à la proue ornée d'une tête de taureau du même, habillée d'une voile aussi de gueules chargée de deux pals du champ, et à six rames de sable, voguant sur une mer d'azur chargée de trois burèles ondées aussi d'argent. Devise« dins san ceri taurento a reflouri ». |
| Blason de Saint-Cyr-sur-Mer | Détails | Le statut officiel du blason reste à déterminer. |

| Blason de Saint-Julien | Blason  | De gueules à la tour crénelée de cinq pièces ouverte de sable, donjonnée de trois tourelles, le tout d'or ajouré aussi de sable, posé sur un rocher d'argent mouvant de la pointe. |
| Blason de Saint-Julien | Détails | Armorial des communes de Provence, Louis De Bresc. |

| Blason de Saint-Mandrier-sur-Mer | Blason  | Taillé: au 1er de gueules à deux poissons d'argent rangés en barre, celui du chef contourné, au 2e d'azur à l' ancre de marine d'argent; à la lance d'or posée en barre brochant sur la partition et au casque romain du même brochant en coeur sur la lance. Devise« semper mandrianus vigil » (toujours Saint Mandrier veille). |
| Blason de Saint-Mandrier-sur-Mer | Détails | Le statut officiel du blason reste à déterminer. |

| Blason de Saint-Martin | Blason  | D'or au laurier de sinople, au chef d'azur chargé de trois étoiles du champ. |
| Blason de Saint-Martin | Détails | Le statut officiel du blason reste à déterminer.                             |

| Blason de Saint-Maximin-la-Sainte-Baume | Blason  | D'or à quatre pals de gueules, une fleur de lis d'argent brochant sur le tout au point d'honneur. |
| Blason de Saint-Maximin-la-Sainte-Baume | Détails | Armorial des communes de Provence, Louis de Bresc.                                                |

| Blason de Saint-Paul-en-Forêt | Blason  | Écartelé: aux 1er et 4e d'or plain, au 2e de gueules à l'épée d'argent, au 3e de gueules au chêne d'argent. |
| Blason de Saint-Paul-en-Forêt | Détails | Création Jean-Marie Besson. Le statut officiel du blason reste à déterminer.                                |

| Blason de Saint-Raphaël | Blason  | D'azur, à l'archange Raphaël conduisant le jeune Tobie, le tout d'or (sur une terrasse du même). |
| Blason de Saint-Raphaël | Détails | Armes parlantes. Le statut officiel du blason reste à déterminer.                                |

| Blason de Saint-Tropez | Blason  | D'azur à saint Tropez vêtu en pèlerin d'or, sa tête diadémée du même, tenant de sa main dextre une épée d'argent, la pointe en bas (entouré de la légende ST TROPEZ) (sur une terrasse d'or). Devise« ad usque fidelis » (jusqu'aux fidèles). |
| Blason de Saint-Tropez | Détails | Armes parlantes. Armorial des communes de Provence, Louis de Bresc. |

| Blason de Saint-Zacharie | Blason  | D'azur au dessous de soulier surmonté d'une croisette tréflée et accosté de deux étoiles, le tout d'or. |
| Blason de Saint-Zacharie | Détails | Le statut officiel du blason reste à déterminer.                                                        |

| Blason de Sainte-Anastasie-sur-Issole | Blason  | D'or à la bande ondée d'azur, accompagnée en chef d'un casque de gueules sommé d'un dragon d'argent et en pointe de quatre pals de gueules. |
| Blason de Sainte-Anastasie-sur-Issole | Détails | Le statut officiel du blason reste à déterminer.                                                                                            |

| Blason de Sainte-Maxime | Blason  | De gueules à la tour d'or, maçonnée, ouverte et ajourée de sable. |
| Blason de Sainte-Maxime | Détails | Armorial des communes de Provence, Louis de Bresc.                |

| Blason de Salernes | Blason  | De gueules, à un château donjonné de trois tours d'or. |
| Blason de Salernes | Détails | Le statut officiel du blason reste à déterminer.       |

| Blason de Les Salles-sur-Verdon | Blason  | De sable aux trois tours d'argent rangées en fasce sur une terrasse (ou rocher) du même. |
| Blason de Les Salles-sur-Verdon | Détails | Le statut officiel du blason reste à déterminer.                                         |

| Blason de Sanary-sur-Mer | Blason  | D'azur à la tour d'argent sommée d'une croisette du même, ouverte, ajourée et maçonnée de sable, accostée de deux palmes d'or, les tiges passées en sautoir. Devise« turris civitatis custodia » (la tour protège la ville) |
| Blason de Sanary-sur-Mer | Détails | Le statut officiel du blason reste à déterminer. |

| Blason de Seillans | Blason  | De gueules au croissant contourné d'argent.      |
| Blason de Seillans | Détails | Le statut officiel du blason reste à déterminer. |

| Blason de Seillons-Source-d'Argens | Blason  | De sinople à la pointe ondée d'argent posée en bande. |
| Blason de Seillons-Source-d'Argens | Détails | Le statut officiel du blason reste à déterminer.      |

| Blason de La Seyne-sur-Mer | Blason  | D'azur, à deux poissons d'argent, l'un sur l'autre, le second contourné, au chef cousu de gueules, chargé de cinq pains d'or ordonnés 3 et 2.                                                              |
| Blason de La Seyne-sur-Mer | Détails | * Ces armes emploient le terme « cousu » dans le seul but de contrevenir à la règle de contrariété des couleurs : elles sont fautives : gueules sur azur. Le statut officiel du blason reste à déterminer. |

| Blason de Signes | Blason  | De gueules au cygne d'argent.                                     |
| Blason de Signes | Détails | Armes parlantes. Le statut officiel du blason reste à déterminer. |

| Blason de Sillans-la-Cascade | Blason  | De gueules au pont de deux arches d'or surmonté de trois étoiles du même rangées en chef. |
| Blason de Sillans-la-Cascade | Détails | Le statut officiel du blason reste à déterminer.                                          |

| Blason de Six-Fours-les-Plages | Blason  | De gueules à la coquille d'argent ombrée de sable. |
| Blason de Six-Fours-les-Plages | Détails | Armorial des communes de Provence, Louis de Bresc. |

| Blason de Solliès-Pont | Blason  | D'azur au pont d'or maçonné de sable, accompagné de deux soleils aussi d'or rangés en bande, un en chef et un en pointe. |
| Blason de Solliès-Pont | Détails | Le statut officiel du blason reste à déterminer.                                                                         |

| Blason de Solliès-Toucas | Blason  | De gueules à la branche d'olivier d'or formée de trois brins stylisés, posés le central en pal, les deux autres en bande et en barre, au chef cousu d'azur chargé d'un soleil aussi d'or. Devise« ei Toucas oli e pas » (à Toucas huile et paix). |
| Blason de Solliès-Toucas | Détails | * Ces armes emploient le terme « cousu » dans le seul but de contrevenir à la règle de contrariété des couleurs : elles sont fautives : azur sur gueules. Adopté le 30 mai 1941.                                                                  |

| Blason de Solliès-Ville | Blason  | D'azur à la bande d'or chargée du mot «SOLLIES-VILLE» en lettres capitales de gueules et accompagnée de deux soleils d'or |
| Blason de Solliès-Ville | Détails | sur le site de la mairie.                                                                                                 |
| Blason de Solliès-Ville | Alias   | D'azur à la bande d'argent accompagnée de deux soleils d'or (d'Hozier).                                                   |

- Haut – A
- B
- C
- D
- E
- F
- G
- H
- I
- J
- K
- L
- M
- N
- O
- P
- Q
- R
- S
- T
- U
- V
- W
- X
- Y
- Z

## T
| Blason de Tanneron | Blason  | D'or aux trois chevrons de gueules.              |
| Blason de Tanneron | Détails | Le statut officiel du blason reste à déterminer. |

| Blason de Taradeau | Blason  | De gueules aux trois tours d'argent ouvertes du champ. |
| Blason de Taradeau | Détails | Le statut officiel du blason reste à déterminer.       |

| Blason de Tavernes | Blason  | D'or à la fasce de gueules chargée d'une étoile d'argent. |
| Blason de Tavernes | Détails | Le statut officiel du blason reste à déterminer.          |

| Blason de Le Thoronet | Blason  | D'azur à la bande d'argent. Devise« sanctae mariae ». |
| Blason de Le Thoronet | Détails | Le statut officiel du blason reste à déterminer.      |

| Blason de Toulon | Blason  | D'azur à la croix d'or. Devise« concordia parva crescunt » (par la concorde les petites choses deviennent grandes). |
| Blason de Toulon | Détails | Le statut officiel du blason reste à déterminer.                                                                    |
| Blason de Toulon | Alias   | Écu timbré de la couronne murale d'or crénelée à cinq tours.                                                        |

| Blason de Tourrettes | Blason  | D'azur aux deux flanchis d'or rangés en fasce surmontés d'un agneau pascal d'argent portant sur une hampe croisetée d'or une bannerette de gueules chargée d'une croisette aussi d'argent. |
| Blason de Tourrettes | Détails | Le statut officiel du blason reste à déterminer. |

| Blason de Tourtour | Blason  | D'azur aux deux tours d'argent rangées en fasce, chacune surmontée d'une étoile d'or. |
| Blason de Tourtour | Détails | Armes parlantes. Le statut officiel du blason reste à déterminer.                     |

| Blason de Tourves | Blason  | D'hermine à la tour de gueules.                  |
| Blason de Tourves | Détails | Le statut officiel du blason reste à déterminer. |

| Blason de Trans-en-Provence | Blason  | Deux écus accolés: (1) D'azur au pont isolé de deux arches d'or, accompagné de trois fleurs de lis du même rangées en chef. (2) De gueules fretté de six lances d’or, entre-semé d’écussons du même, sur le tout d’azur à la fleur de lis d’or. |
| Blason de Trans-en-Provence | Détails | Selon le site de la mairie |

| Blason de Trigance | Blason  | D'or à trois fasces de sable; au chef de gueules chargé d'une main dextre appaumée d'argent posée en pal (d'Hozier). On trouve chez Louis de Bresc (armoirial des communes de Provence), la main en fasce. Devise« pro fide et rege ». |
| Blason de Trigance | Détails | Le statut officiel du blason reste à déterminer. |

- Haut – A
- B
- C
- D
- E
- F
- G
- H
- I
- J
- K
- L
- M
- N
- O
- P
- Q
- R
- S
- T
- U
- V
- W
- X
- Y
- Z

## V
| Blason de Le Val | Blason  | D'azur aux deux montagnes cousues de sable mouvant des flancs, formant un val planté d’un cep du même feuillé et fruité d’or accolé à un échalas d’argent, le tout surmonté d’un croissant aussi d’argent. Devise« valen semper valent ». |
| Blason de Le Val | Détails | * Ces armes emploient le terme « cousu » dans le seul but de contrevenir à la règle de contrariété des couleurs : elles sont fautives : sable sur azur. Armes parlantes. (vallée) Le statut officiel du blason reste à déterminer.        |
| Blason de Le Val | Alias   | D'azur au valet de menuisier d'argent. (d'Hozier, de Bresc) |

| Blason de La Valette-du-Var | Blason  | D'azur à la pomme de pin renversée d'or. Devise« vallis laeta ». |
| Blason de La Valette-du-Var | Détails | Le statut officiel du blason reste à déterminer.                 |

| Blason de Varages | Blason  | De gueules au lion d'or, au chef du même chargé du mot VARAGES en lettres capitales d'azur. |
| Blason de Varages | Détails | Le statut officiel du blason reste à déterminer.                                            |

| Blason de La Verdière | Blason  | De gueules au château (à la tour) donjonné de trois tours d’or, ouvert du champ, ajouré et maçonné de sable; au chef d'or. |
| Blason de La Verdière | Détails | Armorial des communes de Provence, Louis De Bresc.                                                                         |

| Blason de Vérignon | Blason  | D'argent à l'étoile de seize rais de gueules. |
| Blason de Vérignon | Détails | Armorial des communes de Provence.            |

| Blason de Vidauban | Blason  | De gueules aux deux lances de tournoi d'or passées en sautoir, cantonnées de quatre fleurs de lys du même. |
| Blason de Vidauban | Détails | Armorial des communes de Provence, Louis de Bresc.                                                         |

| Blason de Villecroze | Blason  | De gueules aux deux villes sur des terrasses isolées d'argent passées en sautoir. |
| Blason de Villecroze | Détails | Le statut officiel du blason reste à déterminer.                                  |

| Blason de Vinon-sur-Verdon | Blason  | D'azur à la croix de Malte d'argent chargée en abîme d'un cœur de gueules surchargé du mot VINON en lettes capitales d'or. |
| Blason de Vinon-sur-Verdon | Détails | Le statut officiel du blason reste à déterminer.                                                                           |

| Blason de Vins-sur-Caramy | Blason  | D'or à la grappe de raisin d'azur.                                                            |
| Blason de Vins-sur-Caramy | Détails | Armes parlantes. (grappe de raisin et vin) Armorial des communes de Provence, Louis de Bresc. |

- Haut – A
- B
- C
- D
- E
- F
- G
- H
- I
- J
- K
- L
- M
- N
- O
- P
- Q
- R
- S
- T
- U
- V
- W
- X
- Y
- Z

## Pour approfondir
- Blason de Toulon